# Jan Mast
Jan Mast (ook Jan van der Mast of Jan van de Mast, Utrecht, ca. 1680 - 1736) was een Nederlands beeldhouwer. 

## Werken
Er zijn vrij weinig werken van Jan Mast bekend. Vier werken zijn gesigneerd.

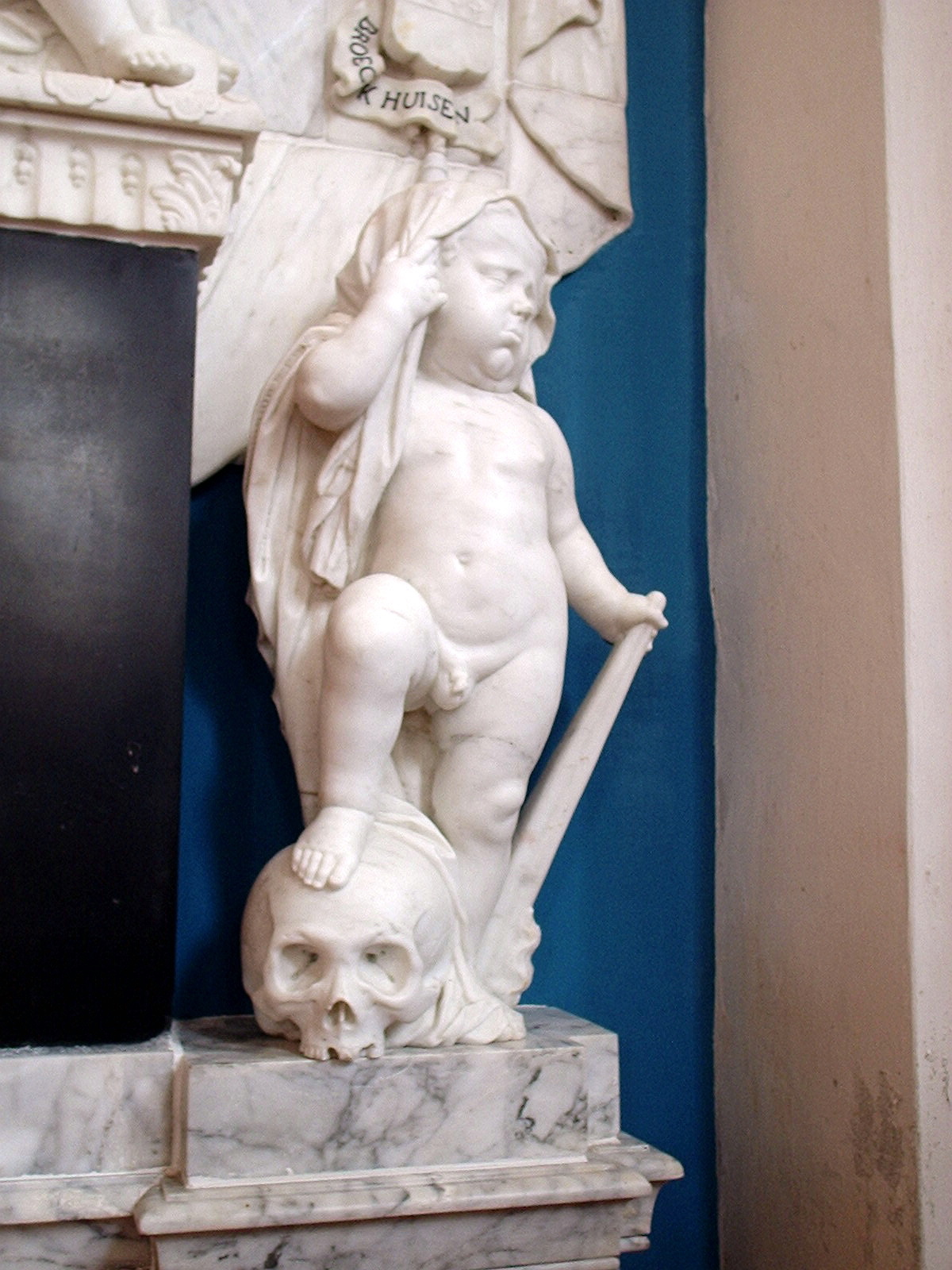
Grafmonument Transisalanus Adolf baron van Voorst tot Hagenvoorde (Wijhe)

- Wijhe - Nicolaaskerk. 1707. Grafmonument voor Transisalanus (= Overijssel, omdat hij het petekind van de Staten van Overijssel was) Adolf baron van Voorst tot Hagenvoorde (1651-1707).   Van Voorst tot Hagenvoorde was een hoveling van Willem III en overleed te 's-Gravenhage. Tekst op het monument ontbreekt. Hagenvoorde was een havezate bij Tongeren/Wijhe, die in 1810 is afgebroken.
- Tiel - St. Maartenskerk. 1709. Marmeren epitaaf voor Stephanus baron van Welderen. (Het Monumentenboek Gelderland zegt wat anders).  Van Welderen was luitenant-generaal der Infanterie, kolonel van het Gelders regiment, gouverneur van de stad Menen (bij Kortrijk) etc. etc., en overleed op 2 november 1709 te Bergen Henegouwen ten gevolge van een val van zijn paard, waarbij hij zijn nek brak. Het is niet bekend van wie het ontwerp is uitgevoerd door Jan Mast op verzoek van Johannes van Welderen, burgemeester van Tiel, een broer van Stephanus.     In het stadhuis van Tiel bevindt zich een Lodewijk XIV-schouw, die mogelijk eveneens van Jan Mast is. Er heeft in de St. Maartenskerk nog een ander grafmonument gestaan van Jan-Baptist Xavery (1697-1742) voor Johan van Welderen (1660-1724) uitgevoerd 1728 en al in de 18e eeuw vernietigd. Alleen een portretbuste resteert, nu in het Rijksmuseum Amsterdam.

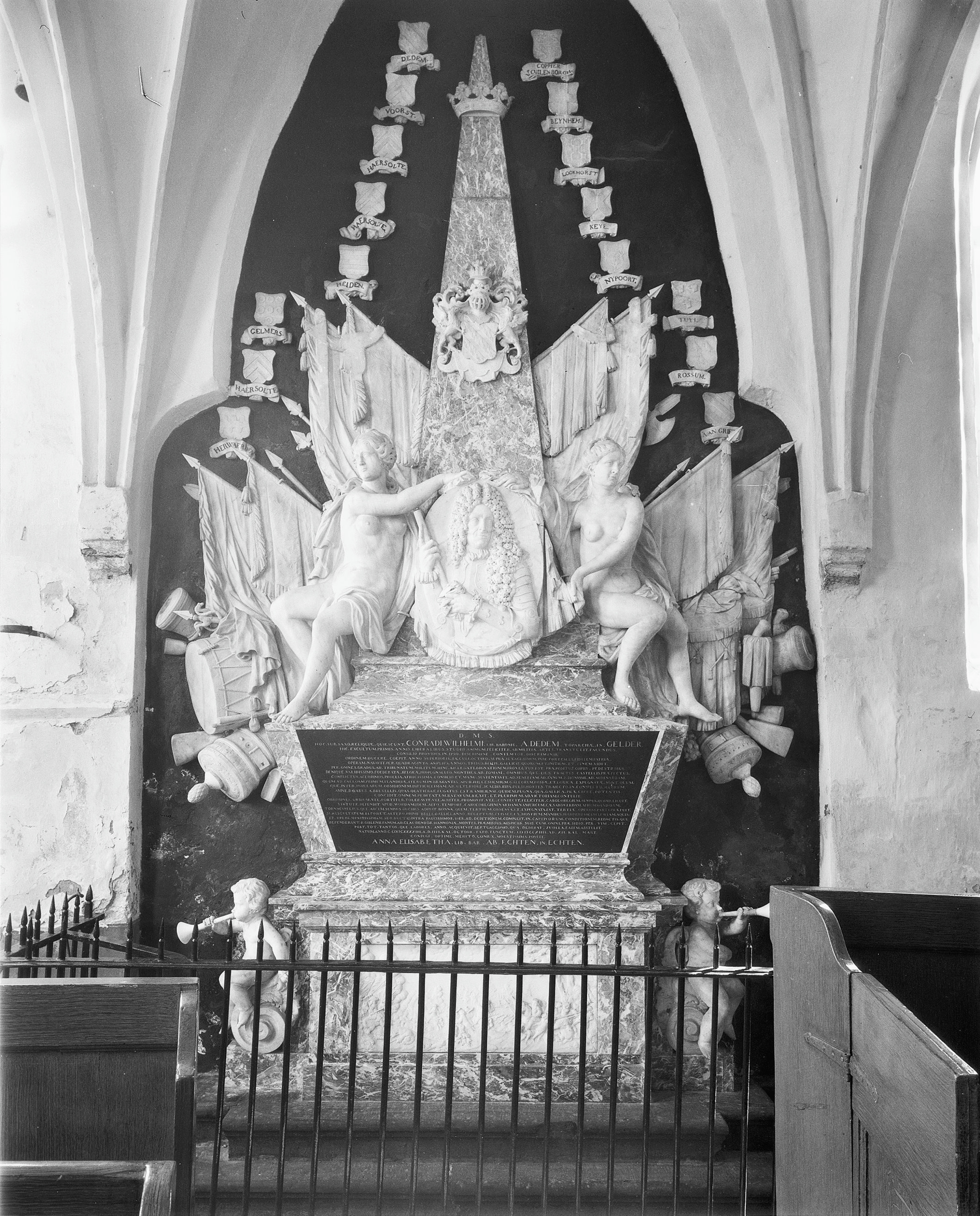
Grafmonument Coenraad Willem baron van Dedem (Wijhe)

- Grafmonument Coenraad Willem baron van Dedem (Wijhe)Wijhe - Nicolaaskerk. 1714. Grafmonument voor Coenraad Willem van Dedem, baron van Dedem, 1683 Heer tot de Gelder (1644-1714).   Van Dedem was een burgemeesterszoon (Zwolle), officier infanterie 1693-, laatst luitenant-generaal 1704-. In 1683 werd hij opgenomen in de ridderschap van Overijssel, nadat hij havezate De Gelder had gekocht, een noodzakelijk bezit om opgenomen te worden in de ridderschap. Hij was gedeputeerde naar de Landdag van Overijssel en overleed in Zwolle op 18 februari 1714. Op 27 februari werd hij in Wijhe begraven.    De Gelder is in 1913 afgebroken. Het smeedijzeren hek op het terrein is waarschijnlijk afkomstig van Hagenvoorde. Er stonden kanonnen op het voorplein, die afkomstig waren van de Slag bij Malplaquet (1709), de slag die op het grafmonument staat afgebeeld. Die kanonnen zijn later vervangen door de huidige.
- Houten - Hersteld Hervormde kerk. Grafmonument voor Diederik van Veldhuyzen (1651-1716).  Van Veldhuyzen was een Utrechtse patriciër en kocht in 1680 Kasteel Heemstede. Het epitaaf bevindt zich aan een afscheidingsmuur met het koor (consistorie) en werd ontworpen  naar voorbeelden van Daniël Marot.

- Zijdebalen, een buitenverblijf aan de Vecht van David van Mollem, zijdehandelaar, gesloopt na 1800. Tuinornamenten van Jan Baptist Xavery, Jacobus Cressant en Jan Mast.

- Utrecht - Eikenhouten beeld "Justitia" uit de Vierschaar in het oude stadhuis, nu in het Centraal Museum, 109 cm hoog.

In het begraafboek van Breukelen wordt vermeld dat Mast op 31 juli 1736 begraven werd in de Pieterskerk aldaar.